# Gaussova ukrivljenost
Gaussova ukrívljenost [gáusova ~] (oznaka {\displaystyle \mathrm {K} \,}) v določeni točki na ploskvi je v diferencialni geometriji produkt glavnih ukrivljenosti κ1 in κ2 v tej točki. Ta vrsta ukrivljenosti se imenuje tudi notranja ukrivljenost, ker je njena vrednost odvisna samo od načina merjenja razdalj na ploskvi, ne pa od tega kako je izometrično vložena v prostor. To je tudi vsebina Gaussovega izreka egregium (veličastni izrek).
Gaussovo ukrivljenost se določi z:
{\displaystyle \mathrm {K} =\kappa _{1}\kappa _{2}\!\,,}
kjer sta:
- {\displaystyle \kappa _{1}\,} in
- {\displaystyle \kappa _{2}\,} – glavni ukrivljenosti.

## Drugačna definicija
Gaussova ukrivljenost je dana tudi z:
{\displaystyle \mathrm {K} ={\frac {\langle (\nabla _{2}\nabla _{1}-\nabla _{1}\nabla _{2})\mathbf {e} _{1},\mathbf {e} _{2}\rangle }{\det g}}\!\,,}
kjer je:
- {\displaystyle \nabla _{i}=\nabla _{{\mathbf {e} }_{i}}\,} – kovariantni odvod
- {\displaystyle g\,} – metrični tenzor

## Totalna ukrivljenost
Površinski integral Gaussove ukrivljenosti preko določenega področja ploskve se imenuje totalna ukrivljenost. Totalna ukrivljenost geodetskega trikotnika je enaka odklonu vsote trikotnikovih kotov od {\displaystyle \pi \,}. Vsota kotov trikotnika na ploskvi s pozitivno ukrivljenostjo bo večja kot {\displaystyle \pi \,}, na ploskvi z negativno ukrivljenostjo pa bo manjša od {\displaystyle \pi \,}. Na ploskvah z ničelno ukrivljenostjo (Evklidska ravnina) pa je vsota kotov točno enaka {\displaystyle \pi \,}. V splošnem pa velja:
{\displaystyle \sum _{i=1}^{3}\theta _{i}=\pi +\iint _{T}K\,\mathrm {d} A\!\,.}
Še splošnejša oblika pa je Gauss-Bonnettov izrek.

## Še nekaj definicij
- Gaussova ukrivljenost ploskve v R3 se lahko prikaže kot razmerje med determinantama druge in  prve fundamentalne forme:

{\displaystyle K={\frac {\det II}{\det I}}={\frac {LN-M^{2}}{EG-F^{2}}}\!\,.}
- Brioschijev obrazec da Gaussovo ukrivljenost kot izraz v prvi fundamentalni formi:

{\displaystyle K=\left(\det {\begin{vmatrix}-{\frac {1}{2}}E_{vv}+F_{uv}-{\frac {1}{2}}G_{uu}&{\frac {1}{2}}E_{u}&F_{u}-{\frac {1}{2}}E_{v}\\F_{v}-{\frac {1}{2}}G_{u}&E&F\\{\frac {1}{2}}G_{v}&F&G\end{vmatrix}}-\det {\begin{vmatrix}0&{\frac {1}{2}}E_{v}&{\frac {1}{2}}G_{u}\\{\frac {1}{2}}E_{v}&E&F\\{\frac {1}{2}}G_{u}&F&G\end{vmatrix}}\right)/\,(EG-F^{2})^{2}\!\,.}
- Za pravokotno parametrizacijo je Gaussova ukrivljenost:

{\displaystyle K=-{\frac {1}{2{\sqrt {EG}}}}\left({\frac {\partial }{\partial u}}{\frac {G_{u}}{\sqrt {EG}}}+{\frac {\partial }{\partial v}}{\frac {E_{v}}{\sqrt {EG}}}\right).}
- Za ploskev, ki se jo opiše kot graf funkcije {\displaystyle z=F(x,y)\,}, je Gaussova ukrivljenost:

{\displaystyle K={\frac {F_{xx}\cdot F_{yy}-{F_{xy}}^{2}}{(1+{F_{x}}^{2}+{F_{y}}^{2})^{2}}}\!\,.}
- Za ploskev {\displaystyle F(x,y,z)=0\,} je Gaussova ukrivljenost enaka:[1]

{\displaystyle K={\frac {[F_{z}(F_{xx}F_{z}-2F_{x}F_{xz})+F_{x}^{2}F_{zz}][F_{z}(F_{yy}F_{z}-2F_{y}F_{yz})+F_{y}^{2}F_{zz}]-[F_{z}(-F_{x}F_{yz}+F_{xy}F_{z}-F_{xz}F_{y})+F_{x}F_{y}F_{zz}]^{2}}{F_{z}^{2}(F_{x}^{2}+F_{y}^{2}+F_{z}^{2})^{2}}}\!\,.}
- Gaussova ukrivljenost je v limiti razlika med obsegom geodetke in krožnice v ravnini:[2]

{\displaystyle K=\lim _{r\to 0^{+}}3{\frac {2\pi r-C(r)}{\pi r^{3}}}\!\,.}
- Gaussova ukrivljenost je v limiti razlika med  površino geodetskega kroga in kroga v ravnini:[2]

{\displaystyle K=\lim _{r\to 0^{+}}12{\frac {\pi r^{2}-A(r)}{\pi r^{4}}}\!\,.}
- Gaussova ukrivljenost se lahko izrazi s Christoffelovimi simboli:[3]

{\displaystyle K=-{\frac {1}{E}}\left({\frac {\partial }{\partial u}}\Gamma _{12}^{2}-{\frac {\partial }{\partial v}}\Gamma _{11}^{2}+\Gamma _{12}^{1}\Gamma _{11}^{2}-\Gamma _{11}^{1}\Gamma _{12}^{2}+\Gamma _{12}^{2}\Gamma _{12}^{2}-\Gamma _{11}^{2}\Gamma _{22}^{2}\right)\!\,.}